# Luke Brattan
Luke Brattan est un footballeur international australien né le 8 mars 1990 à Hull en Angleterre. Il évolue au poste de milieu défensif au Macarthur FC.

## Carrière

### En club
Après trois titres de champion remporté, Luke Brattan quitte le Brisbane Roar FC en août 2015 après des différends avec son club, dus à des mois de salaire impayés.
Le 26 octobre de la même année, il rejoint officiellement le club de Manchester City. La même journée, il est prêté en Championship au club de Bolton, jusqu'au 3 janvier 2016.

### Internationale
À la suite de la blessure de Mile Jedinak, Brattan est appelé avec l'équipe d'Australie en septembre 2015, pour des matchs contre le Bangladesh et le Tadjikistan comptant pour les éliminatoires de la Coupe du monde 2018.

## Statistiques
| Saison                | Club                       | Championnat           | Championnat | Championnat | Coupe(s) nationale(s) | Coupe(s) nationale(s) | Compétition(s) continentale(s) | Compétition(s) continentale(s) | Compétition(s) continentale(s) | Australie | Australie | Total | Total |
| Saison                | Club                       | Division              | M.          | B.          | M.                    | B.                    | Comp.                          | M.                             | B.                             | M.        | B.        | M.    | B.    |
| 2009-2010             | Brisbane Roar FC           | A-League              | 1           | 0           | -                     | -                     | -                              | -                              | -                              | -         | -         | 1     | 0     |
| 2010-2011             | Brisbane Roar FC           | A-League              | 6           | 0           | -                     | -                     | -                              | -                              | -                              | -         | -         | 6     | 0     |
| 2011-2012             | Brisbane Roar FC           | A-League              | 15          | 0           | -                     | -                     | ACL                            | 5                              | 0                              | -         | -         | 20    | 0     |
| 2012-2013             | Brisbane Roar FC           | A-League              | 17          | 1           | -                     | -                     | ACL                            | 1                              | 0                              | -         | -         | 18    | 1     |
| 2013-2014             | Brisbane Roar FC           | A-League              | 28          | 3           | -                     | -                     | -                              | -                              | -                              | -         | -         | 28    | 3     |
| 2014-2015             | Brisbane Roar FC           | A-League              | 24          | 0           | 1                     | 0                     | ACL                            | 6                              | 0                              | -         | -         | 31    | 0     |
| 2015-2016             | Brisbane Roar FC           | A-League              | 0           | 0           | 1                     | 0                     | -                              | -                              | -                              | 0         | 0         | 1     | 0     |
| Sous-total            | Sous-total                 | Sous-total            | 91          | 4           | 2                     | 0                     | -                              | 12                             | -                              | 0         | 0         | 105   | 4     |
| 2015-2016             | Bolton Wanderers FC (prêt) | Championship          | -           | -           | -                     | -                     | -                              | -                              | -                              | -         | -         | 0     | 0     |
| Sous-total            | Sous-total                 | Sous-total            | -           | -           | -                     | -                     | -                              | -                              | -                              | -         | -         | 0     | 0     |
| Total sur la carrière | Total sur la carrière      | Total sur la carrière | 91          | 4           | 2                     | 0                     | -                              | 12                             | -                              | 0         | 0         | 105   | 4     |

## Palmarès
Il est Champion d'Australie en 2011, 2012 et 2014 avec le Brisbane Roar FC.
Il est membre de l'équipe-type de la saison 2013-2014 du championnat.
Il remporte la Coupe d'Australie 2016.